# Bergstraße (Salzburg)
Die Bergstraße ist eine knapp 200 m lange, seit dem Mittelalter bestehende Straße in der rechten Altstadt von Salzburg und liegt im Bereich des von der UNESCO zum Weltkulturerbe erklärten Salzburger Zentrums. Die Straße grenzt im Westen an die Dreifaltigkeitsgasse und im Osten an die Linzer Gasse.

## Geschichte
Die Bergstraße war in fürsterzbischöflicher Zeit die wichtige rechtsufrige Ausfallstraße Richtung Bergheim, die erstmals 1365 urkundlich erwähnt wird. Die Straße erhielt unter dem Grafen Paris von Lodron weitgehend ihr heutiges Gesicht. Am nördlichen Ende der heutigen Dreifaltigkeitsgasse (früher äußerer Teil der Bergstraße) befand sich einst das Bergstraßtor, das Teil der 2. Stadtbefestigung war und 1464 bis 1480 errichtet wurde. Nach dem Bau der Lodronschen Wehranlage im Dreißigjährigen Krieg verlor das Tor seinen wehrhaften Charakter, blieb aber als „Mitterbachbogen“ (am Ende der alten Bergstraße gegen den Mirabellplatz hin) bis 1894 teilweise erhalten. Die Bergstraße war in fürsterzbischöflicher Zeit wiederholt auch Holzmarkt und hieß eine Zeitlang im linzergassenseitigen Abschnitt „Alter Holzmarkt“.
Die in die Bergstraße einmündende Priesterhausgasse ist nach dem dortigen Priesterhaus benannt. Der südliche Teil der Gasse hieß früher Schmiedgasse, der nördliche Pfaffengasse. Der südliche breite Teil der Priesterhausgasse wurde 1955 zu Cornelius-Reitsamer-Platz umbenannt, nach Cornelius Reitsamer (1857–1930), der sich als Kommandant der Feuerwehr im nahe gelegenen Bruderhof in der Linzer Gasse bleibende Verdienste erworben hat. Seit 2019 heißt er Stefan-Zweig-Platz.
Die Bergstraße und ihre Handwerker
Die Bergstraße war in ihrer langen Geschichte vor allem Wohn- und Arbeitsstätte von Handwerkern. Unter anderem verlegte der Hoforgelmacher Johann Christoph Egedacher um 1706 seine Werkstätte von Mülln in das Haus Bergstraße 12, das dann sein Sohn Johann Rochus Egedacher 1747 übernahm, bis der seine Werkstätte in die Linzer Gasse 66 übersiedelte.

## Bürstenbinderhaus

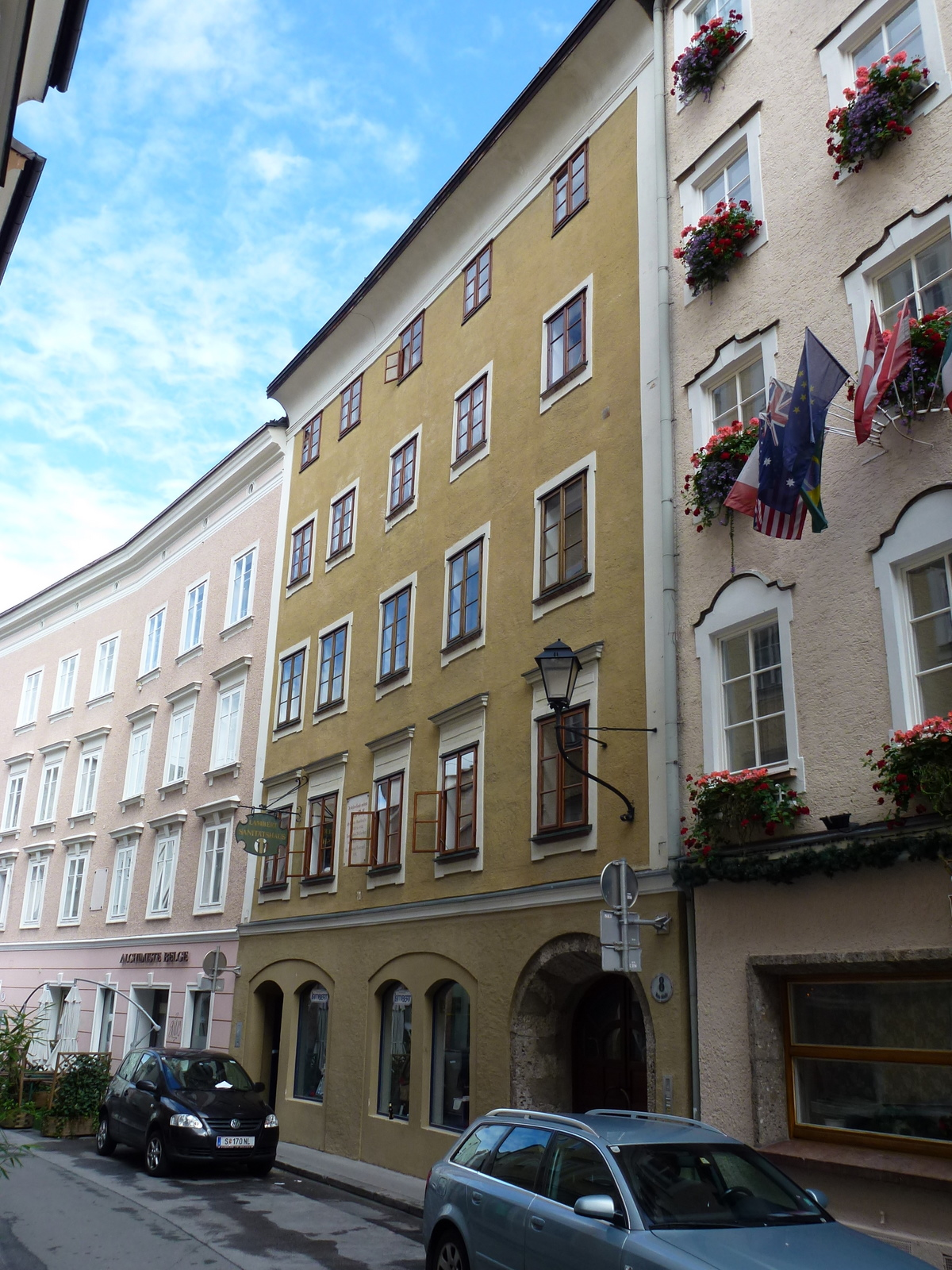
Das Bürstenbinderhaus

Das Haus Bergstraße 8 ist urkundlich zuerst 1429 erwähnt. Das im Kern spätgotische Gebäude erhielt nach 1850 seine heutige Fassade und das Satteldach. Im Erdgeschoß fällt ein großes spätgotisches Rundbogenportal auf. In einer kleinen Kammer des Hauses des wohnte hier 1882 der damalige Hilfskapellmeister des Salzburger Stadttheaters Hugo Wolf. Eine Gedenktafel erinnert daran: „In diesem Haus wohnte Hugo Wolf (Windischgrätz / Slovenji Gradec, Untersteiermark, 1860–1903, Wien) Dem großen Meister des deutschen Liedes. Die Salzburger Liedertafel 1936“.

## Haus Bergstraße 10
Das frühneuzeitliche Haus ist erstmals 1650 erwähnt. Es wird damals bezeichnet als „ein stöckhl auß dem zum Closter Loreta gehörigen Garten außer der Clausur sambt dem darinsteenten gemauerten Stadl“. Die heutige Fassadenausgestaltung stammt aus dem Jahr 1884.
Am Gebäude wurde 1980 eine Gedenktafel für Eduard Paul Tratz angebracht, den Gründer des Österreichischen Naturschutzbundes und des Hauses der Natur, der in diesem Haus am 25. September 1888 geboren wurde.

## Ehemaliges Collegium Marianum
(Bergstraße 16)

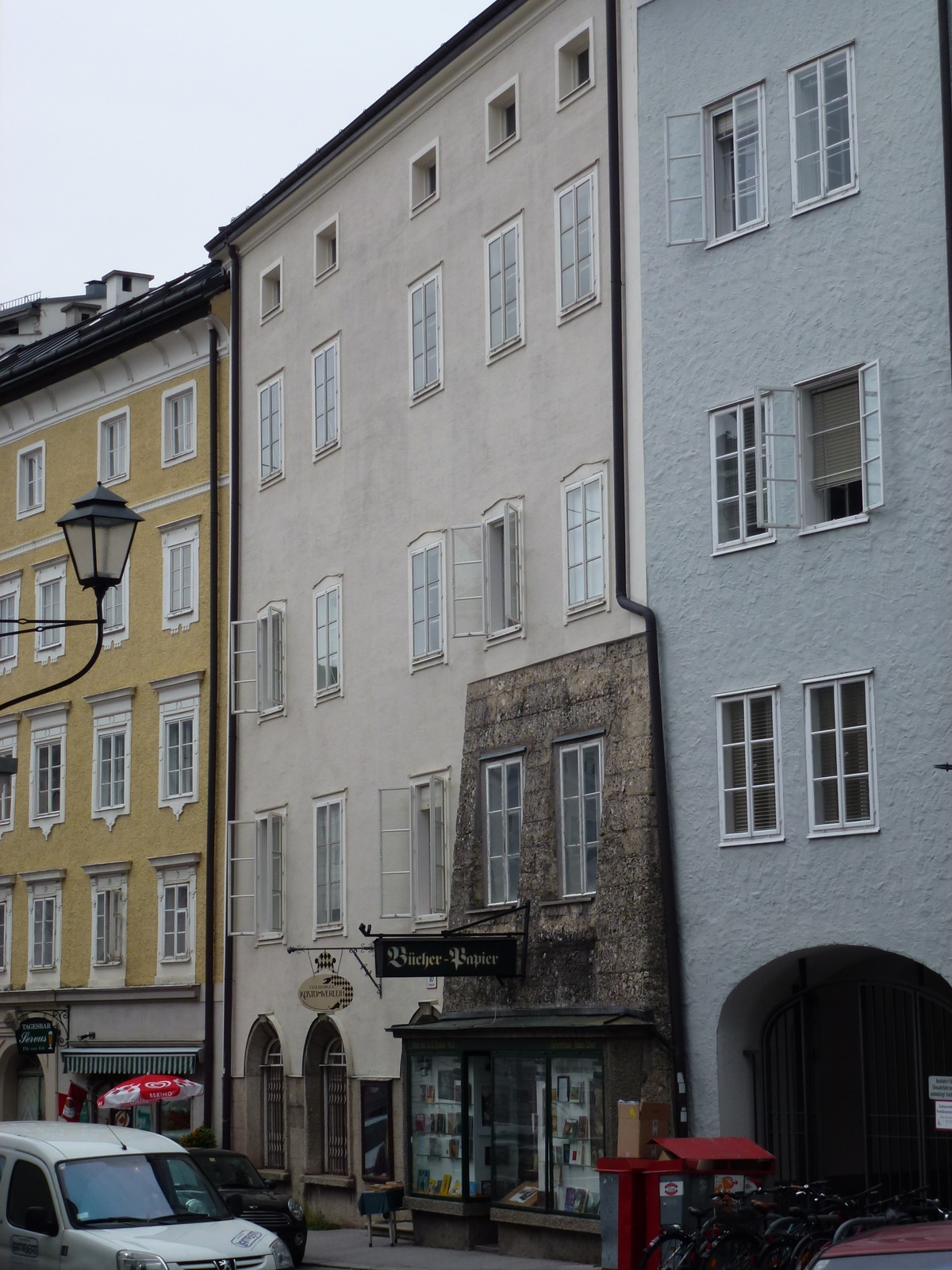
Collegium Marianum

1564 steht dieses Haus im Eigentum von Wilhelm Alt aus der bekannten Salzburger Familie. Paris Lodron errichtete zur Sicherung einer künftigen fähigen Beamtenschaft 1645 das Collegium Lodronio-Marianum und kaufte dabei das Doktor Knollische Haus in der Bergstraße. Dort sollten 8 bis 14 Jünglinge ausgebildet werden, von denen 3 aus dem Raum des Stammsitzes der Lodron in Raum Trient, aus der Villa Lagarina (in Welschtirol, heute Provinz Trentino), stammen sollten. 1649–1665 gehörte zudem der Ansitz Penninghof samt Grundherrschaft zum Paris Lodronschen Collegium Marianum.
Das Collegium stand unter der direkten Aufsicht eines geistlichen Erziehers. Die Zöglinge erhielten hier Verpflegung, Unterkunft, Kleidung und Wäsche sowie eine Ausbildung. Nach Abschluss der Ausbildung hatten die Zöglinge zwei Jahre gegen ein geringes Entgelt in der Lodronschen Primogenitur zu arbeiten (→ Paris Lodronscher Primogeniturpalast).
Das Heim unterstand dabei direkt dem jeweiligen Rektor der Salzburger Universität. Die Häuser Bergstraße 14, 16, 18, 20 und 22 waren alle einst im Eigentum der Grafen von Lodron und gehörten dabei zur Lodronschen Primogenitur.
Der Roman Silentium! von Wolf Haas spielt an einem Marianum in Salzburg, einen fiktiven Handlungsort, der Bezug auf diese historische Einrichtung nimmt.

## Haus Bergstraße 19

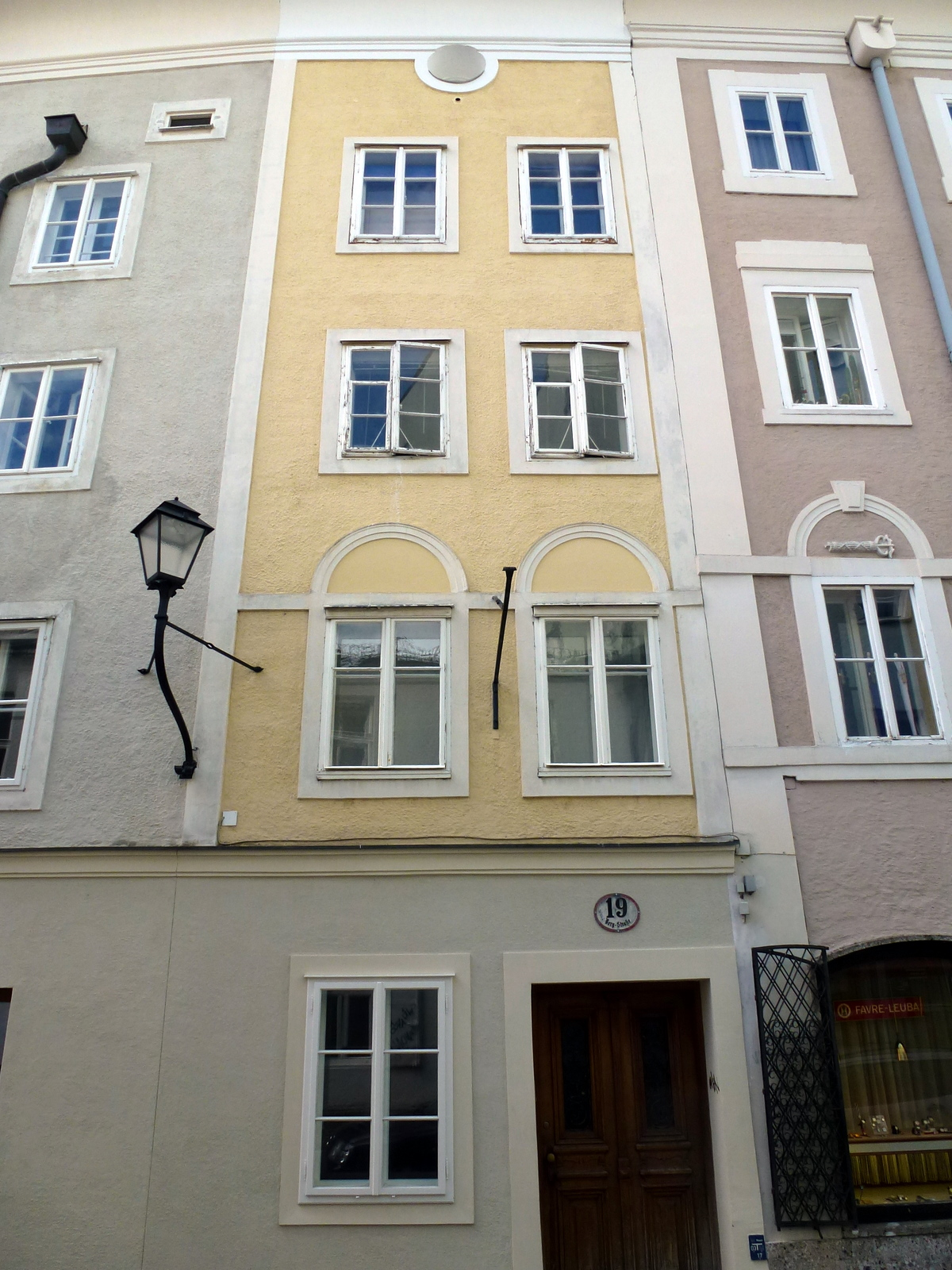
Wasenbrennerhaus

Das 1507 zuerst erwähnten Haus, damals im Eigentum von Örtl dem Färber, war 1650 im Eigentum des Spielgrafen Hanns Wilhelm. Der „Spielgraf“ stellte unter anderem die Erlaubnisscheine an die Landmusiken zur Mitgestaltung an Festen und Feiern aus. Bemerkenswert ist der Name des Gebäudes „Wasenbrennerhaus“ („Waßerbrennerhaus“). Er erinnert an die Zeit der Wasenstecherarbeit im nahen Schallmoos, die noch im 19. Jahrhundert weitum üblich war. Die getrockneten Moorwasen wurden damals als Brennmaterial vielfach verwendet.